# Rui Pedro Silva

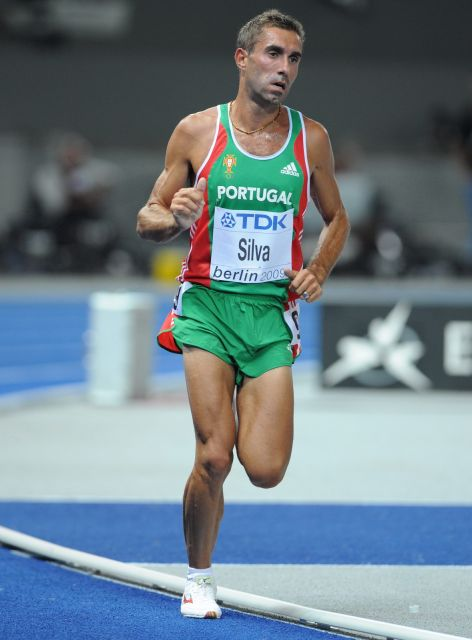
Rui Pedro Silva bei den Weltmeisterschaften 2009

Rui Pedro Silva (Rui Pedro Sá Alves da Silva; * 6. Mai 1981 in Santo Tirso) ist ein portugiesischer Langstreckenläufer.
2006 wurde er Fünfter bei den Crosslauf-Europameisterschaften.
2008 belegte er bei den Olympischen Spielen in Peking über 10.000 m den 34. Platz und wurde Achter bei den Crosslauf-Europameisterschaften.
Im Jahr darauf siegte er beim Great Ireland Run und kam bei den Leichtathletik-Weltmeisterschaften in Berlin über 10.000 m auf den 23. Platz.
Nationale Titel errang er bislang 2005 und 2009 über 5000 m sowie 2008 über 10.000 m. Außerdem wurde er im Crosslauf 2006 auf der Kurzstrecke, 2007 und 2009 auf der Langstrecke und im 15-km-Straßenlauf 2009 portugiesischer Meister.
Rui Pedro Silva wird von João Campos trainiert und startet für den Maratona Clube de Portugal.

## Persönliche Bestzeiten
- 3000 m: 8:07,19 min, 15. Juli 2007, Sheffield
- 5000 m: 13:49,51 min, 10. Juni 2006, Avilés
- 10.000 m: 28:01,63 min, 6. Juni 2009,	Ribeira Brava
- Halbmarathon: 1:02:36 h, 24. Mai 2009, Peso da Régua
- 3000-m-Hindernislauf: 8:49,07 min, 26. Juni 2002, Maia